# 藤野古白
藤野古白（ふじの こはく、1871年9月22日（明治4年8月8日） - 1895年（明治28年）4月12日）は日本の俳人・劇作家・小説家。本名・藤野潔。従兄弟に正岡子規と服部嘉香がいる。自殺した。没後、正岡子規が『古白遺稿』（1897年）を刊行した。

## 生涯
愛媛県上浮穴郡久万町に生まれた。母親の十重は子規の母、八重の妹で、古白は子規の4歳、年下である。7歳で母を失い、9歳で家族ととも東京に移った。1883年子規が上京し、一年ほど子規は、古白の父、藤野漸の家に下宿した。生まれつき神経症の症状があり、1889年、巣鴨病院に入院、退院後松山で静養した。このころ高浜虚子や河東碧梧桐とも親しくなった。1891年東京専門学校（現早稲田大学）に入学し文学を学んだ。初期には俳句に才能をみせ、子規をして「二十四年の秋、俳句句合数十句を作る。趣向も句法も新しく且つ趣味の深きこと当時に在りては破天荒ともいふべく余等儕輩を驚かせり。<中略>此等の句はたしかに明治俳句界の啓明と目すべき者なり」(「藤野潔の傳」)と言わしめた。しかし後年、子規の俳句観から離反するようになり、子規は「二十七年の頃より彼は却つて月並調を学びて些細の穿ちなどを好むに至り、その俳句は全く価値を失ひたり」(同)と否定的に述べるようになった。また、同じ頃より坪内逍遥らの文芸サークルと交わるようになり、小説、戯曲に転じて、戯曲「人柱築島由来」を「早稲田文学」に掲載したが世間の評価は得られなかった。戯曲発表の1ヶ月後に、「現世に生存のインテレストを喪ふに畢りぬ。」の遺書を残してピストル自殺した。
古白の三回忌にあわせて、正岡子規が病苦をおして『古白遺稿』を編集し、子規による伝記「藤野潔の傳」や追悼の新体詩、逍遥、島村抱月らの追悼文、漱石、虚子らの悼句と合わせて刊行された。

## 古白の死
河東碧梧桐の『子規を語る』には「古白の死」の一章が設けられ、古白の自殺前後の周辺の事情が回想されている。古白はよく死を口にしたが、その前日まで変事を予想させるようなことはなかった。以前から古白は知人がピストルをもっているのを聞いていて撃ちたがっていたが知人はそれを許さなかった。自殺の前日の夜、銃を盗みだし、4月7日に前頭部、後頭部を撃った。病院に運ばれ、治療をうけるが4月12日に死亡した。内藤鳴雪や虚子、碧梧桐らが看護にあたったが言葉をきける状態ではなかった。当時子規は日清戦争の従軍記者として広島で出発を待っている時であった。「風が吹く仏来給ふけはひあり」という虚子の句は、その年の8月、古白旧居に住むこととなった虚子が、盆近いこの時期に古白追悼の運座を開いた際の一句である。

## 句の例
- 「今朝見れば淋しかりし夜の間の一葉かな」　(明24-秋)
- 「芭蕉破れて先住の発句秋の風」 (明24-秋)
- 「秋海棠朽木の露に咲きにけり」　 (明23～25 頃)
- 「花を折つてふり返て曰くあれは白雲」 (明23～25 頃)
- 「根に残る力や雪の枯尾花」 (明26 頃)
- 「傀儡師日暮れて帰る羅生門」 (明26-1)
- 「小夜しぐれ舟流れると人の声」 (明26-11)
- 「御車を大路に立てて夜の雪」 (明26-11)
- 「山蔭や一村暮るる麻畠」 (明27-9)
- 「白魚や青しと見ゆる水の色」 (明27-春)
- 「紫陽花や湖水を透かす垣の隅」 (明27-夏)
- 「小夜しぐれ溝に湯を抜く匂ひかな」 (年代不明)

　　（語るべき友もなくて）
- 「橋踏みにひとり行くなり秋の暮」 (年代不明)
- 「乞食を葬る月の光かな」　(年代不明)
- 「冬の月淋しがられて冴えにけり」 (年代不明)
- 「花の頃西行もせぬ朝寝かな」　(明28-4-4/辞世)

## 著作
- 正岡常規 編『古白遺稿』正岡常規、1897年5月。 NCID BN1224208X。全国書誌番号:41000238。
- 『藤野古白集』菁柿堂〈俳諧文庫会叢書 第2篇〉、1949年6月。 NCID BB03547853。全国書誌番号:50001817。
- 日夏耿之介 編「古白遺稿抄」『浪漫期（上）』河出書房〈日本現代詩大系 第2巻〉、1950年9月。 NCID BN09034073。全国書誌番号:57007482。
  - 日夏耿之介 編「古白遺稿抄」『浪漫期（上）』河出書房新社〈日本現代詩大系 第2巻〉、1974年10月。 NCID BN0466925X。全国書誌番号:75021703。
- 伊藤整・菅原卓・戸板康二・中島健蔵・山田肇 編「人柱築島由来」『現代日本戯曲選集』 第1巻、白水社、1955年6月。 NCID BN0100653X。全国書誌番号:。
- 秋庭太郎 編「戦争」『明治近代劇集』筑摩書房〈明治文学全集 86〉、1969年3月。 NCID BN01051476。全国書誌番号:75000188。
- 山本健吉・森澄雄・草間時彦・飯田龍太 編「古白遺稿」『明治・大正 1』河出書房新社〈現代俳句集成 第2巻〉、1982年8月。 NCID BN00369436。全国書誌番号:82051511。
- 藤木宏幸・源五郎・今村忠純 編「戦争」『「戦争と平和」戯曲全集』 第1巻、日本図書センター、1998年9月。ISBN 9784820558651。 NCID BA38379135。全国書誌番号:99025481。